# On the 6
On The 6 és l'àlbum debut de la cantant-escriptora nord-americana Jennifer Lopez, llançat als Estats Units l'1 de juny de 1999 a través d'Epic Records. L'àlbum va ocupar el lloc número 8 del Billboard 200 amb unes vendes de 182.000 còpies en la seva primera setmana, mantenint-se en el top 20 per onze setmanes i en el top 200 per cinquanta-tres.
L'àlbum ha venut més de 14 milions de còpies a nivell mundial i ha produït cinc senzills, inclòs el Billboard Hot 100 hit "If You Had My Love" i el dance hit "Waiting For Tonight".
El títol de l'àlbum fa referència a la sisena línia de metro subterrani de la ciutat de Nova York, usada per López per viatjar des de casa al Bronx fins a la seva feina a Manhattan durant els anys previs a la seva carrera musical.
El títol original per On The 6 era Feelin 'So Good per quan López volia que la cançó del mateix nom fos promocionada com el primer senzill de l'àlbum sobre "If You Had My Love". L'àlbum inclou dos covers de la cantant Diana Ross: "Promise Em You'll Try" i el "Theme from Mahogany (Do You Know Where You'r Going To)".